# Catephia pericyma
Catephia pericyma är en fjärilsart som beskrevs av George Francis Hampson 1916. Catephia pericyma ingår i släktet Catephia och familjen nattflyn. Inga underarter finns listade i Catalogue of Life.